# Mats Wahl
Mats Wahl (født 10. maj 1945) er en svensk forfatter. Han har i alt skrevet 43 bøger, men har også skrevet manuskripter til teater, tv-programmer, romaner og film. "Vinterviken" (på engelsk: the Winter bay) er en af hans mest kendte bøger; den også er blevet filmatiseret.
1. ↑  Navnet er anført på engelsk og stammer fra Wikidata hvor navnet endnu ikke findes på dansk.